# Philipp Weber (Kabarettist)

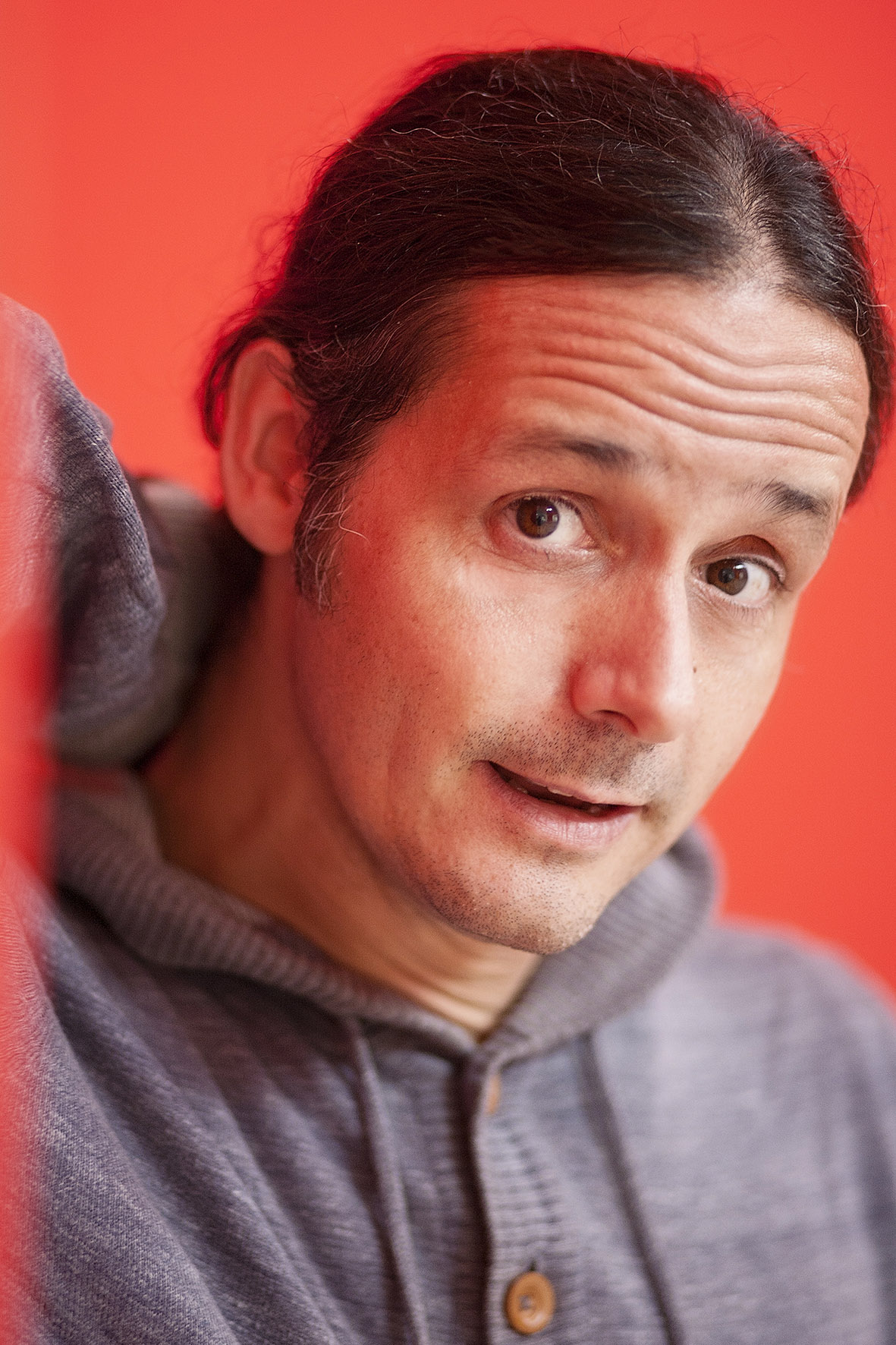
Philipp Weber (2015)

Philipp Weber (* 22. Juli 1974 in Miltenberg, Unterfranken) ist ein deutscher Kabarettist und Autor.

## Leben
Philipp Weber wuchs in Amorbach im Odenwald auf. Nach seinem Abitur und dem Zivildienst beim Bayerischen Roten Kreuz zog er 1996 zum Studium nach Tübingen. Dort fing er zunächst an, Germanistik, Psychologie, Geschichte und Medizin zu studieren, wechselte aber 1998 zu Biologie und Chemie. Diese beiden Studienfächer schloss er 2003 mit dem Ersten Staatsexamen ab. Seit 2004 ist er hauptberuflicher Kabarettist und Autor. Er ist mit der Künstlerin Inka Meyer zusammen und lebt in Tübingen und Frankfurt am Main.

## Kabarett
Seine ersten Bühnenerfahrungen sammelte Philipp Weber während seines Studiums bei Poetry Slams. 1999 war er Vertreter Tübingens auf dem German International Poetry Slam (GIPS) in Weimar. Außerdem engagierte er sich im Bereich Studentenkabarett. Im Brechtbautheater der Neuphilologischen Fakultät der Universität Tübingen debütierte er 1999 mit seinem ersten Programm Das Hölderlin-Syndrom. Ab 2001 spielte er zunehmend auch außerhalb des studentischen Milieus und widmete sich nach Abschluss seines Studiums ganz dem Kabarett.
Von 2004 bis 2014 war Philipp Weber Mitglied des Ersten Deutschen Zwangsensembles. Das Ensemble bestand aus Weber und seinen Kollegen Mathias Tretter und Claus von Wagner. Bis 2009 spielten sie das Programm Mach 3!. Ihr zweites Kabarettprogramm Die letzte Tour (von 2009 bis 2014) wurde 2010 mit dem Deutschen Kleinkunstpreis ausgezeichnet.
Philipp Webers künstlerisches Repertoire reicht von bissiger Satire bis zu skurriler Komik. In seinem Bühnenstück Futter – streng verdaulich! (Premiere 2010, Regie: Georg Koeniger) greift Philipp Weber dabei erstmals auf sein Wissen als Naturwissenschaftler zurück: Sein erklärtes Ziel ist es, Verbraucherschutz durch die Möglichkeiten des Humors anspruchsvoll und unterhaltend zu vermitteln. Von Februar bis März 2016 sorgte Philipp Weber neben seinem Kollegen und Moderator Mathias Tretter im „Vereinsheim Schwabing“ für „Bildungsniveau“ im Bayerischen Fernsehen.
Philipp Webers Ernährungsratgeber „Essen kann jeder! – streng verdaulich“ ist 2013 bei Random House (Blessing) erschienen. Im Tre Torri Verlag veröffentlichte er 2014 zusammen mit seiner Lebensgefährtin, der Künstlerin Inka Meyer, eine satirische Kulturgeschichte des Essens: „Ragout vom Mammut – 12 aberwitzige Kochgeschichten“.
Für das Kabarettprogramm „WEBER N°5: Ich liebe ihn“, das um die Themen Werbung, Marketingtricks und Verbrauchertäuschung kreist, wird Philipp Weber mit zwei der wichtigsten deutschen Kabarettpreise ausgezeichnet: dem Lachmessepreis „Leipziger Löwenzahn“ (2018) und dem „Gaul von Niedersachsen“ (2019).
Im Unterschied zu den meisten seiner Kolleginnen und Kollegen spielt Weber seine Programme konstant über viele Jahre parallel, wobei er sie regelmäßig inhaltlichen Aktualisierungen unterzieht. Sein breitaufgestelltes Portfolio reicht dabei von Bühnenshows mit den Themengebieten nachhaltige Ernährung und Konsum, über Werbeversprechen und Marketingstrategien, Digitalisierung und Künstliche Intelligenz, bis hin zu einer politisch-humoristischen Auseinandersetzung mit der Regierungsform Demokratie. Sein 25-jähriges Bühnenjubiläum feierte der Kabarettist im Jahr 2023.

## Kabarettprogramme Solo
- 1999 Das Hölderlin-Syndrom
- 2001–2004 Herzattacken
- 2004–2008 Schief ins Leben (Regie: Volker Diefes)
- 2007–2010 Honeymoon Massaker (Regie: Mathias Repiscus)
- seit 2010 Futter – streng verdaulich! (Regie: Georg Koeniger)
- seit 2013 Durst – Warten auf Merlot[13] (Regie: Georg Koeniger)
- seit 2017 Weber N°5: Ich liebe ihn!
- seit 2020 KI: Künstliche Idioten!
- seit 2024 Power to the Popel[14]

## Kabarettprogramme Ensemble
- 2004–2009 Mach 3!
- 2009–2014 Die letzte Tour

## Auszeichnungen
- 2002: Passauer Scharfrichterbeil
- 2002: Bielefelder Kabarettpreis 2. Platz
- 2003: Obernburger Mühlstein Jurypreis
- 2004: Kleinkunstpreis des Landes Baden-Württemberg
- 2004: Hallertauer Kleinkunstpreis Vizepreisträger
- 2005: Kleinkunstpreis Dicker Hund
- 2006: Böblinger Mechthild
- 2006: Mindener Stichling Sonderpreis mit dem Ersten Deutschen Zwangsensemble
- 2007: Tuttlinger Krähe Publikumspreis
- 2007: Salzburger Stier Deutscher Preisträger mit dem Ersten Deutschen Zwangsensemble
- 2008: Deutscher Kabarettpreis Förderpreis
- 2008: Lachmesse-Preis Leipziger Löwenzahn mit dem Ersten Deutschen Zwangsensemble
- 2009: Bayerischer Kabarettpreis in der Sparte Senkrechtstarter
- 2010: Ehren-Mühlstein der Kleinkunstbühne Kochsmühle
- 2010: Deutscher Kleinkunstpreis in der Sparte Kabarett mit dem Ersten Deutschen Zwangsensemble
- 2016: tz-Rosenstrauß des Jahres
- 2017: Klein-Kunst-Preis „Korken-Zieher“[15]
- 2018: Leipziger Löwenzahn[16]
- 2019: Gaul von Niedersachsen[17]
- 2021: Emser Pastillchen für zwei Stimmbänder[18]
- 2024: Stuttgarter Besen: Auszeichnung mit dem Hölzernen Besen[19]
- 2024: AZ-Stern der Abendzeitung München[20]
- 2025: Münsterländer Kabarettpreis „KIEP“ (Jury-Preis)[21]
- 2025: Das Schweizer Kleinkunst-Festival „Die Krönung“ (Preis: König)[22][23]

## Fernsehen
- Die Anstalt – ZDF
- Alfons und Gäste – SR[24]
- Schlachthof (Fernsehsendung) – BR
- SchleichFernsehen – BR[25]
- Vereinsheim Schwabing – BR
- Gesundheit! – BR
- Der Sonntags-Stammtisch – BR
- Wir in Bayern – BR
- 3satfestival – ZDF/3sat
- Franken Helau – BR
- Auffahrt Nockherberg mit Bruno Jonas – BR
- Närrische Weinprobe – BR
- Das große Kleinkunstfestival Theater Die Wühlmäuse Berlin – RBB
- Des Wahnsinns kesse Leute mit Dieter Hallervorden – MDR/RBB
- Fritz & Hermann – WDR
- Grünwald Freitagscomedy – BR
- Kabarett aus Franken – BR
- Kanzleramt Pforte D – MDR
- Mitternachtsspitzen – WDR
- Ottis Schlachthof – BR
- Pufpaffs Happy Hour – 3sat
- Quatsch Comedy Club – ProSieben
- Satire Gipfel – ARD/BR
- Scheibenwischer – ARD/BR
- Ultimo – Der satirische Monatsrückblick / n-tv
- Volker Pispers & Gäste – 3sat/ZDF

## Rundfunk
- HR 2 Kleinkunst – HR 2
- Kabarett & Chanson – MDR Figaro
- KabarettZeit – SR 2
- Profil – Deutschlandradio Kultur
- Querköpfe – Deutschlandfunk
- radioSpitzen – BR 2
- Scala – WDR 5
- Unterhaltung am Wochenende – WDR 5
- WDR-Kabarettfest – WDR 5
- Satire Deluxe – WDR 5
- Tandem – SWR 2
- Studio-Brettl – SWR 2
- Szene – SWR 1
- Wissenschaft im Brennpunkt – Deutschlandfunk
- Zugespitzt – BR 2

## Publikationen
Bücher
- Philipp Weber/Inka Meyer (Illustrationen): Essen kann jeder! Streng verdaulich!!! Fakten für alle, die es täglich tun., Karl Blessing Verlag, München, 2013, ISBN 978-3-89667-493-7
- Philipp Weber/Inka Meyer (Illustrationen): Ragout vom Mammut: 12 aberwitzige Kochgeschichten, Tre Torri Verlag, Wiesbaden, 2014, ISBN 978-3-944628-21-9

Audio-CDs
- 2008: Schief ins Leben (Label: EinLächeln), ISBN 978-3-938625-61-3
- 2009: Honeymoon Massaker (Label: EinLächeln), EAN: 4260147420086
- 2010: FUTTER – streng verdaulich! (Label: EinLächeln), EAN: 4260147420178
- 2016: DURST – Warten auf Merlot, EAN: 0742832636162
- 2018: Weber N°5: Ich liebe ihn!, EAN: 4061707106392
- 2024: KI: Künstliche Idioten, EAN: 4067248659687

Video-DVDs
- 2010: Mach 3! mit dem Ersten Deutschen Zwangsensemble (Label: EinLächeln), ISBN 978-3-938625-80-4
- 2011: Die letzte Tour mit dem Ersten Deutschen Zwangsensemble (Label: WortArt), ISBN 978-3-941082-43-4